# Lina Keller
Lina Lotte Julie Keller (* 22. März 2000 in Berlin) ist eine deutsche Schauspielerin.

## Leben
Seit 2013 steht Lina Keller für Fernsehproduktionen vor der Kamera. Während ihrer Schulzeit musste sie sich für die Drehtage vom Unterricht befreien lassen, wodurch sie mehrere Wochen Unterricht verpasste, den sie dann nachholen musste. Sie spielte überwiegend in einzelnen Episoden verschiedener deutscher Fernsehserien mit. 2014 war sie im Film V8² – Die Rache der Nitros zu sehen, 2016 in Morris aus Amerika. 2017 folgte eine Besetzung in Blaumacher, 2019 in Jenny: Echt gerecht. 2019 begann sie ihr Schauspielstudium an der Hochschule für Schauspielkunst „Ernst Busch“ Berlin.

## Filmografie (Auswahl)
- 2013: Binny und der Geist (Fernsehserie, Episodenrolle) – Regie: Sven Bohse
- 2013: Doc meets Dorf (Fernsehserie, Folge Aufgeben ist was für Pussies) – Regie: Franziska Meyer Price
- 2013: SOKO Wismar (Fernsehserie, Folge Vietjes letzte Reise) – Regie: Oren Schmuckler
- 2013: SOKO Wismar (Fernsehserie, Folge Sprachlos) – Regie: Oren Schmuckler
- 2014: V8² – Die Rache der Nitros – Regie: Joachim Masannek
- 2016: Morris aus Amerika (Morris from America) – Regie: Chad Hartigan
- 2017: In aller Freundschaft (Fernsehserie, Folge 790 Eine Herzgeschichte) – Regie: Frank Gotthardy
- 2017: SOKO Köln (Fernsehserie, Folge Fahrerflucht) – Regie: Florian Schott
- 2017: Blaumacher (Fernsehserie, Folge Papageno) – Regie: Maurice Hübner
- 2019: In Wahrheit (Fernsehreihe, Folge Still ruht der See)
- 2019: Jenny: Echt gerecht (Fernsehserie, Folge Ein Lehrer unter Verdacht) – Regie: Sabrina Rössel
- 2019: SOKO Stuttgart (Fernsehserie, Folge Skate or die) – Regie: Tanja Roitzheim
- 2022: In aller Freundschaft (Folge Seelenverwandte) – Regie: Carsten Meyer-Grohbrügge